# Claus Reitmaier
Claus Reitmaier (* 17. März 1964 in Würzburg) ist ein ehemaliger deutscher Fußballtorwart und heutiger Torwarttrainer. Seit der Saison 2016/17 ist er in verschiedenen Funktionen bei Fortuna Düsseldorf tätig.

## Karriere
Reitmaier, der in Würzburg ab 1975 das Friedrich-Koenig-Gymnasium besuchte, begann bei den Würzburger Kickers mit dem Fußballspielen, wechselte allerdings noch als Jugendlicher zum Würzburger FV. Als Aktiver ging er dann zurück zu den Würzburger Kickers (Bayernliga). Seine Profilaufbahn begann er bei Viktoria Aschaffenburg (2. Bundesliga, 1986–89). Danach spielte er zwei Jahre für den Wiener Sport-Club (1. Bundesliga, 1989–91), ehe er zu den Stuttgarter Kickers wechselte, für die er 1991 sein Bundesligadebüt in Deutschland gab. Bei seinem nächsten Verein, dem 1. FC Kaiserslautern, war Reitmaier hinter Gerry Ehrmann Ersatztorwart und kam lediglich zu acht Einsätzen. Aus diesem Grund wechselte er 1994 als Nachfolger von Oliver Kahn zum Karlsruher SC. Mit dem KSC erreichte er das Finale um den DFB-Pokal 1995/96, das er gegen seinen ehemaligen Klub aus Kaiserslautern mit 0:1 verlor. Darüber hinaus nahm er mit dem KSC 1996/97 und 1997/98 am UEFA-Pokal und 1995 und 1996 am UI-Cup teil.
Nach dem Abstieg der Badener aus der Bundesliga wechselte Reitmaier zur Saison 1998/99 zum VfL Wolfsburg, mit denen er sich  im ersten Jahr für den UEFA-Pokal qualifizierte und bei dem er in den folgenden fünf Jahren 163 seiner insgesamt 335 Bundesligaspiele absolvierte. Damit war er Rekordspieler der Niedersachsen, bis ihn Miroslav Karhan mit 173 Einsätzen ablöste. Nachdem Jürgen Röber Reitmaier beim VfL aussortiert hatte, ging der Torwart zu Borussia Mönchengladbach, kam aber dort nur sporadisch zum Einsatz, er spielte aber an seinem 40. Geburtstag das Pokal-Halbfinale bei Alemannia Aachen, das mit 0:1 verloren wurde. 2004 wechselte er zum FC Rot-Weiß Erfurt in die 2. Bundesliga, der Vertrag wurde im folgenden März wieder aufgelöst.
Ab Mai 2005 spielte Reitmaier beim norwegischen Erstligisten Lillestrøm SK, der von Uwe Rösler trainiert wurde. Mit diesem Klub erreichte er das Pokalendspiel, mit 41½ Jahren wurde er zum besten Torwart der Liga gewählt. Danach beendete er seine Karriere als Profi-Fußballer. Im Juni 2006 war er bei Lillestrøm SK dann doch noch einmal, mit über 42 Jahren für ein Spiel als Ersatztorwart dabei. Er ist damit der älteste Torwart, der bisher in der Eliteserien im Einsatz war.
Nach dem Karriereende trainierte Reitmaier die deutschen Torhüter der U21-Nationalmannschaft. Anschließend war er Trainer an der Torwart-Schule bei Borussia Mönchengladbach, ehe er am 16. Februar 2007 als Torwarttrainer zum Hamburger SV wechselte. Im Sommer 2010 lief sein Vertrag beim HSV aus und er wurde durch Ronny Teuber ersetzt.
In der Saison 2011/12 kehrte Reitmaier als zweiter Torwart beim Oberligisten SV Halstenbek-Rellingen auf den Fußballplatz zurück, nebenbei wurde er Torwarttrainer im Verein. Er kam aber wegen einer Verletzung des Torwarts sofort zum Einsatz und spielte die restliche Vorrunde komplett. In der Spielzeit 2012/13 kam Reitmaier nach einer Verletzung des Stammkeepers erneut ins Tor zurück und spielte fast die ganze Serie. Insgesamt bestritt Reitmaier 23 Spiele, wobei er die ersten 21 Spiele unbesiegt blieb. Bei seinem letzten Einsatz am 24. Mai 2013 war er 49 Jahre alt.
Zur Saison 2013/14 wechselte Reitmaier für eine Spielzeit als Torwarttrainer zum Zweitligisten SC Paderborn 07 und war damit am Aufstieg in die Bundesliga beteiligt.
Ab dem Beginn der Saison 2016/17 war er Torwarttrainer von Fortuna Düsseldorf und ist seit Anfang Januar 2020 im Nachwuchsleistungszentrum der Fortuna für die Weiterentwicklung des Torwarttrainings verantwortlich.

## Sonstiges
Reitmaier war bei seinem letzten Einsatz in der Bundesliga am 27. März 2004 im Spiel zwischen Borussia Mönchengladbach und Bayern München 40 Jahre und 10 Tage alt. Damit ist er einer der zehn ältesten Spieler, die bisher in der Fußball-Bundesliga gespielt haben.
Reitmaier war in den 1990er Jahren der Torwart mit den meisten gehaltenen Elfmetern in der 1. Bundesliga.
In der Saison 03/04 gab Reitmaier zwei direkte Torvorlagen und dies in zwei aufeinanderfolgenden Spielen. Beide Male war der Torschütze Vaclav Sverkos.
Reitmaier hat wenigstens drei Kinder, sein 2004 geborener Sohn Kaylen ist ebenfalls Torhüter.
Claus Reitmaiers Bruder ist der Zauberkünstler und Ehrenspielführer der Würzburger Kickers, Gerd Reitmaier (* 19. September 1960). Dessen Sohn Marc Reitmaier trainierte unter anderem den Würzburger FV und den 1. FC Schweinfurt 05.

## Statistik

### Reitmaiers Bundesligaspiele
- 163 für den VfL Wolfsburg
- 130 für den Karlsruher SC
- 30 für die Stuttgarter Kickers
- 7 für den 1. FC Kaiserslautern
- 5 für Borussia Mönchengladbach

### Reitmaiers Europapokalspiele
- 17 für den Karlsruher SC
- 6 für den VfL Wolfsburg